# 馬科薩區
17°53′46″S 33°57′40″E / 17.896°S 33.961°E

馬科薩區（葡萄牙語：Macossa），是莫桑比克的行政區，位於該國中西部，由馬尼卡省負責管轄，首府設於馬科薩，面積9,554平方公里，2007年人口27,245，人口密度每平方公里2.9人。